# 소녀시대의 헬로 베이비
《소녀시대의 헬로 베이비》는 KBS 조이에서 매주 화요일 밤 11시 10분에 방송되었던 9명의 소녀시대 멤버들과 아기와 함께 겪게 되는 과정을 그린 성장 프로그램이다.
9명의 모든 멤버들이 경산이의 엄마가 되어 직접 아이를 돌보며 모든 이야기를 만듦과 동시에 멤버들의 솔직한 리얼리티를 표방하고 있다. 이러한 결과 2009년 7월 14일 4회 방송에서는 AGB 닐슨 1.1%의 시청률을 기록하여 케이블 방송 프로그램 가운데 7월 중 가장 높은 시청률을 기록하는 등 많은 인기를 끌었으며,
이에 힘입어 2009년 8월 KBS 드라마 채널로 확대편성 및 미공개 X파일을 추가해서 방송하였다.

## 출연진
- 소녀시대: 엄마
- 조경산[주해 1]: 아기

### 일일 아빠
- 1~2회 MC 몽
- 3~4회 없음
- 5~6회 은지원, V.O.S[주해 2]
- 7~8회 이민우, 신정환(찬조출연)
- 9~11회 이혁재
- 12회 없음
- 13회 한민관, 김재욱
- 14회~16회 없음
- 17회 박현빈
- 18회~19회 문희준
- 20회~최종회 길

## Best Mom(B) & Worst Mom(W)
하루 동안 가장 아기를 잘 돌보거나 잘 돌보지 못한 멤버를 일일아빠 혹은 멤버들이 직접 뽑는다.
베스트맘(B), 워스트맘(W)
- 제1대 Best, Worst Mom : 써니(B), 티파니(W)
- 제2대 Best, Worst Mom : 써니(B), 제시카(W)
- 제3대 Best, Worst Mom : 유리(B), 티파니(W)
- 제4대 Best, Worst Mom : 수영(B), 유리(W)
- 제5대 Best, Worst Mom : 티파니(B), 유리(W)
- 제6대 Best, Worst Mom : 효연(B), 유리(W)
- 제7대 Best, Worst Mom : 윤아(B), 티파니(W)
- 제8대 Best Mom: 윤아(B), 서현(B), 수영(B), 효연(B)[주해 3]

## 수상
- 2010년 제4회 케이블TV 방송대상 버라이어티부문 올해의 작품상

## 같이 보기
- 샤이니의 헬로 베이비 (2010년)
- 티아라의 헬로 베이비 (2010년~2011년)
- 슈퍼주니어와 씨스타의 헬로 베이비 (2011년)
- 엠블랙의 헬로 베이비 (2012년)
- B1A4의 헬로 베이비 (2012년)

| 케이비에스 조이의 성장 프로그램 |                             |                      |
| 전작                            | 현작 소녀시대의 헬로 베이비 | 후작                 |
|                                 | 현작 소녀시대의 헬로 베이비 | 샤이니의 헬로 베이비 |
|                                 |                             |                      |
|                                 |                             |                      |

## 주해
1. ↑  조경산(남) (2008년생, 생후 9개월)
2. ↑  V.O.S는 소녀시대가 가요 무대에 올라가 있는 도중 잠시 아이를 맡아 봤다.
3. ↑  일일 아빠 문희준의 요청으로 경산이 돌잔치에 참석한 윤아, 서현, 수영, 효연 전부 베스트 맘 선정 및 워스트 맘은 뽑지 않음.